# Ooencyrtus gonoceri
Ooencyrtus gonoceri är en stekelart som beskrevs av Gennaro Viggiani 1971. Ooencyrtus gonoceri ingår i släktet Ooencyrtus och familjen sköldlussteklar.
Artens utbredningsområde är Italien. Inga underarter finns listade i Catalogue of Life.